# Чок'ї Німа Рінпоче

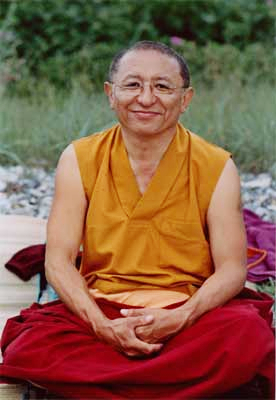
Чок'ї Німа Рінпоче

Чок'ї Німа Рінпоче (англ. Chokyi Nyima Rinpoche) (*1951) — перший син Тулку Урґ'єна Рінпоче сім'ї Цанґсар, яка упродовж багатьох поколінь є держателем рідкісної лінії Баром Каг'ю. Народився у сьомий місяць місячного календаря. У 18 років Чок'ї Німа — «Сонце Дхарми» — був упізнаний XVI Кармапою як сімнадцяте втілення Лами Дрікунґ Каґ'ю, Гар Друбчена, Тибетського сідхі та духовної еманації Нагаджуни, індійського буддійського філософі ІІ століття.

## Книги
- УЧЕНИЯ О ПРЕДВАРИТЕЛЬНЫХ ПРАКТИКАХ. Чоки Нима Ринпоче / СПб.: «Ясный Свет», Россия, 1995. — 54 с. ISBN 962-7341-11-2 ((англ.)) ISBN 5-87761-011-2 ((рос.))